# Liochthonius tyrrhenicus
Liochthonius tyrrhenicus är en kvalsterart som beskrevs av Bernini 1985. Liochthonius tyrrhenicus ingår i släktet Liochthonius och familjen Brachychthoniidae. Inga underarter finns listade i Catalogue of Life.